# Palawanmes
Palawanmes (Periparus amabilis) är en fågel i familjen mesar inom ordningen tättingar som förekommer i Filippinerna.

## Utseende
Palawanmesen är en rätt liten (12-13) med färgglad dräkt. Hanen har svart huvud, hals och nacke, gult på rygg, buk och bröst och är svartvitmönstrad på vingar och stjärt. Honan liknar hanen men har olivfärgad rygg.

## Utbredning och systematik
Fågeln återfinns enbart i sydvästra Filippinerna, på Balabac, Calauit och Palawan. Den behandlas som monotypisk, det vill säga att den inte delas in i några underarter.

### Släktestillhörighet
Palawanmes har tillsammans med praktmes och mandarinmes ofta brutits ut till egna släktet Pardaliparus, baserat på genetiska studier. I AviList från 2025 inkluderas dock Pardaliparus i Periparus.

## Levnadssätt
Palawanmesen hittas i skogsområden, ungskog, skogsbryn och sumpskog. Den livnär sig på små insekter och deras larver, men även frön och frukt. Fågeln ses vanligen enstaka, i par eller smågrupper och ansluter till blandade artflockar.

## Status
Palawanmesen har ett litet utbredningsområde och troligen en liten världspopulation. Den verkar också minska i antal till följd av skogsavverkning. IUCN kategoriserar därför arten som nära hotad. Den beskrivs som ovanlig.